# Монтекукколи, Раймондо
Раймо́ндо Монтеку́кколи (Раймунд Монтекукули, итал. Raimondo Montecuccoli; 21 февраля 1609, Павулло-нель-Фриньяно — 16 октября 1680, Линц) — герцог Мельфи, имперский полководец и генералиссимус итальянского происхождения из рода Монтекукколи. Один из самых выдающихся теоретиков и практиков военного дела своего времени, олицетворявший период перехода от наёмных армий к регулярным. Президент гофкригсрата (с 1668).
Двоюродный брат австрийского генерала и дипломата графа Альберта Капрары.

## Биография
Раймондо Монтекукколи родился 21 февраля 1609 года в отцовском замке в Павулло-нель-Фриньяно. Защищал интересы родной Модены в войнах за Кастро. В 1639 году, действуя против шведов в Богемии, был разбит при Брандейсе и взят в плен.
После размена пленных Монтекукколи поступил в имперские войска, находившиеся в Силезии, разбил неприятельский отряд у Троппау и освободил город Бриг; командовал войсками во Франконии, Саксонии и Баварии; в 1647 году нанёс поражение шведам при Трибеле в Силезии.
В 1657 году Раймондо Монтекукколи поддерживал польского короля Яна II Казимира в борьбе со шведами и трансильванским князем Ракоци и принудил последнего заключить мир.
В 1658 году был послан на помощь датскому королю, теснимому шведами, и заставил последних очистить Ютландию и Фионию.
Позже, командуя войсками в Австро-турецкой войне, Монтекукколи разгромил турок в битве при Сентготхарде, за что был воспет в панегириках как «спаситель христианства».
Летом 1673 года Раймондо Монтекукколи получил командование над имперской армией в начавшейся войне против Франции. Он вытеснил маршала Тюренна из Германии и в соединении с принцем Оранским взял Бонн. В 1675 году ему снова пришлось действовать против Тюренна. Оба полководца в течение 4 месяцев маневрировали, избегая сражения, пока наконец 27 июля Тюренн не был убит в бою при Засбахе; после этого французы отступили. Монтекукколи осадил Хагенау, но приближение армии принца Конде вынудило его очистить Эльзас.
Он провёл ряд военных реформ, направленных на облегчение веса вооружений; сократил число пикинёров и сделал элитное подразделение из гренадеров. В 1679 году император Леопольд возвел его в княжеское достоинство.
Раймунд Монтекукколи умер 16 октября 1680 года в городе Линце.

## Сочинения
Раймондо Монтекукколи — автор трудов по военному делу и мемуаров.  Русский перевод его сочинений, выполненный С. С. Волчковым, появился в 1760 году и служил пособием для многих русских полководцев.
Наиболее известное в России произведение Монтекукколи — его трехчастные «Записки», впервые переведенные на русский язык с одного из французских изданий середины XVIII в. С. С. Волчковым и увидевшие свет в типографии Московского университета в 1760 г. под общим заголовком «Записки Раимунда графа Монтекукули, Генералиссима Цесарских войск, Генерала-Фельдцейгмейстера и кавалера Златаго Руна, или Главные правила военной науки вообще, разделены на три книги». К сожалению, этот перевод, как и ряд других переводов С. С. Волчкова, вышел крайне неудачным, малопонятным, изобиловал ошибками, вульгаризмами, никчемными французскими кальками и не получил широкого распространения; к настоящему времени из-за перечисленных изъянов и архаики языка он практически утратил свою историческую и культурную ценность и цитируется крайне редко.
Новый перевод под названием «Записки Монтекукколи, генералиссимуса императорских войск, или Общие принципы военного искусства в трех книгах» был предпринят Я. С. Семченковым в 2012 г., также с французского издания (Paris, 1712) г. но при детальной сверке с итальянским критическим текстом 1852 г. и сопровожден обстоятельными научными примечаниями и комментариями:
- Первая книга «Записок» (собственно «Общие принципы военного искусства») суммирует военный опыт автора и имеет характер практической инструкции в различных областях военного дела.
- Вторая книга (во французских изданиях именуемая третьей) — «Воспоминания о недавних войнах в Венгрии» — посвящена истории австро-турецкой войны 1661—1664 гг., в ходе которой Монтекукколи первоначально командовал австрийской армией, а затем получил фактическое главенство над всеми войсками христианской Европы, противостоявшими вторжению турок в Венгрию.
- Третья книга, «Принципы вероятной войны с турками в Венгрии» — это анализ военного потенциала турок и практические рекомендации по ведению боевых действий в тех местностях, где турецкое вторжение представлялось наиболее вероятным.

В своих «Записках» Монтекукколи часто обращается к военному опыту полководцев древности, много цитирует античных авторов (Плутарха,Тита Ливия, Тацита и др.), а наиболее выигрышной считает тактику древнеримского полководца Фабия Максима, который, не располагая крупными силами, предпочитал изнурять противника мелкими стычками, перерезать ему коммуникации, стеснять его действия, занимая перспективные позиции.